# ブロディ・ジェンナー
サム・ブロディ・ジェンナー（Sam Brody Jenner、1983年8月21日 - ）はアメリカ合衆国のテレビジョンパーソナリティである。彼は十種競技選手でモントリオール五輪金メダリストのブルース・ジェンナーと女優リンダ・トンプソンの息子である。
ブロディには兄・ブランドン、異母兄・バートンと異母姉・ケイシーがいる。ブロディの父・ブルースがクリス・ジェンナーと再婚し、キム・カーダシアン、コートニー・カーダシアン、クロエ・カーダシアン、ロブ・カーダシアンが家族に加わった。さらに、ブルースとクリスの間に生まれたケンダルとカイリーがいる（異母妹）。
母がデイヴィッド・フォスターの3番目の妻として結婚していた時期は、連れ子として一緒に同居していた。

## 経歴

### リアリティ番組
2005年にリアリティ番組『The Princes of Malibu』に兄のブランドンと共に出演。続いてMTVのリアリティドラマ『The Hills』に本人役で出演。2009年に自身のリアリティ番組『Bromance』を開始した。それは、若い男性が彼の"取り巻き"になる為に、様々な対決を行うという内容である。異母兄弟のコートニー、キム、クロエ・カーダシアンがメインのリアリティ番組『Keeping Up with the Kardashians』にも時々出演している。

### モデル
ジェンナーはゲス、エージェント・プロヴォケイター、OPのモデルとして起用された他、雑誌『コスモガール』に登場している。

## 私生活
ブロディはリアリティ番組『ラグナ・ビーチ』の出演者クリスティン・カヴァラーリと交際していた。伝えられるところでは、2人は2005年9月に交際を開始し、2006年8月頃に破局した。カヴァラーリとの破局から数週間後、ニコール・リッチーとの交際を始めた。同年10月に代表が2人の破局を発表した。その後、『The Hills』の共演者であったローレン・コンラッド、モデルのコーラ・スキナー
、プレイメイト・オブ・ザ・イヤーにも選ばれた『PLAYBOY』モデルのジェイド・ニコル
と交際した。
2010年後半にアヴリル・ラヴィーンとの交際を開始した。